# Drobinino
Drobinino (ros. Дробинино) – wieś w Rosji, w rejonie charowskim obwodu wołogodzkiego. W 2021 r. była niezamieszkana.